# 町北村
町北村（まちきたむら）は、福島県にかつて存在した村。北会津郡に属していた。現在は会津若松市の一部であり、当項目では現在の会津若松市町北町についても述べる。

## 沿革
- 1875年（明治8年）8月12日 - 鈴木新村、中明村および下荒久田村が合併し始村となったほか、平沢村と中地村が合併し中沢村となった。
- 1877年（明治10年）1月20日 - 石堂分、赤岡分および石上分、千石分のそれぞれ一部が合併して石堂村となったほか、藤室村、一本木分、達磨分および石上分の一部が合併して藤室村となった。
- 1889年（明治22年）4月1日 - 町村制が施行され、北会津郡始村、中沢村、石堂村、藤室村、上荒久田村、中沼村、木流村、柳川村、界沢村および上高野村が合併し、栄和村となった。
- 1903年（明治36年）6月6日 - 栄和村が分割され、旧始村、中沢村、石堂村、藤室村および上荒久田村の区域をもって町北村が成立する。栄和村の残部は高野村となる。
- 1937年（昭和12年）4月1日 - 旧石堂村、藤室村および上荒久田村の各一部地域が境界変更により当時の若松市に編入[1]された。
- 1951年（昭和26年）4月1日 - 全域が若松市に編入され、消滅[2]した。
- 1955年（昭和30年）1月1日 - 若松市が湊村、一箕村、高野村、神指村、門田村、大戸村、東山村を編入・改称して会津若松市となる。

## 現在

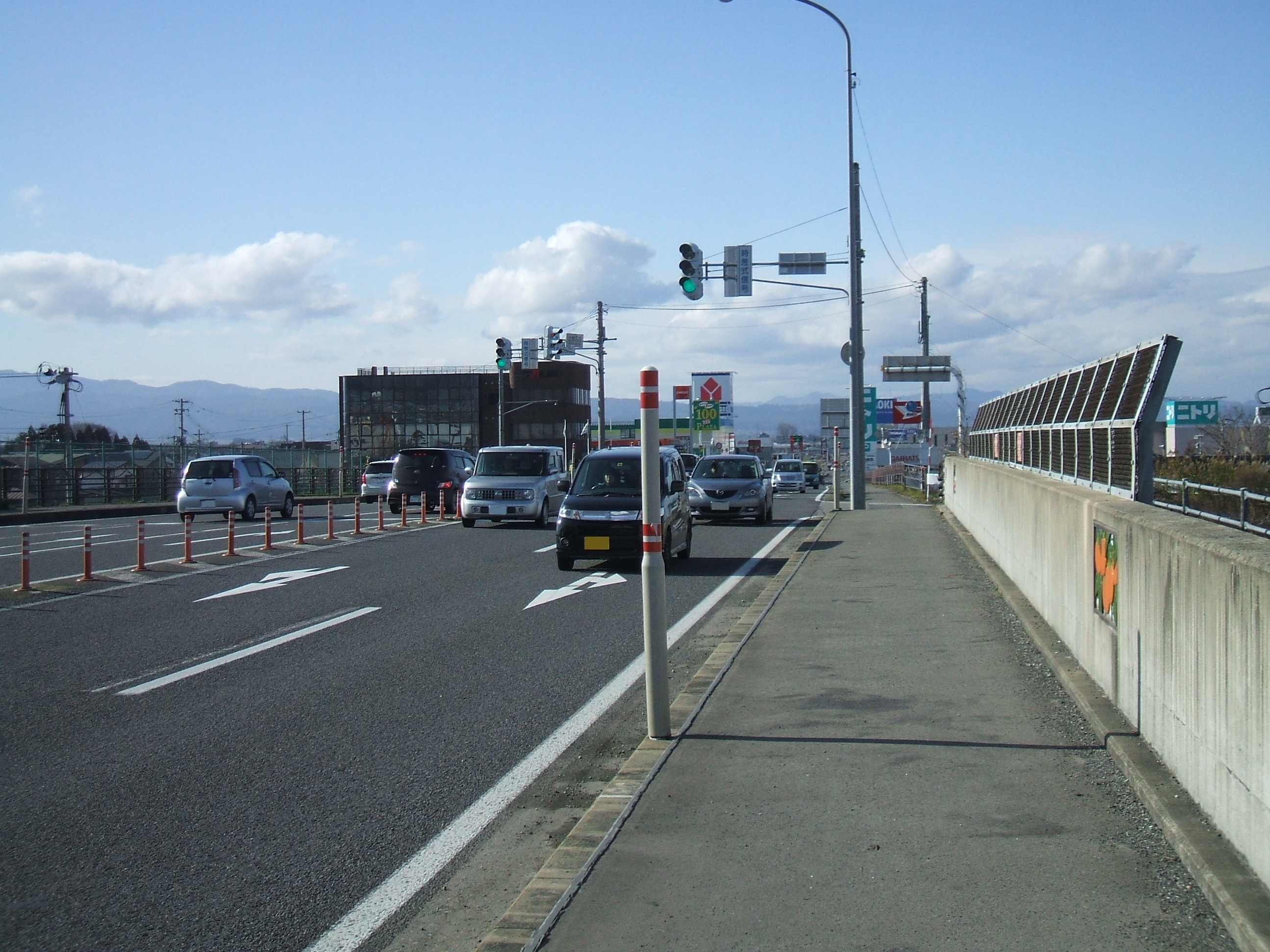
会津若松市町北町上荒久田付近、国道49号沿いには商業施設が立ち並ぶ

現在の会津若松市北部にあたり、商業地、住宅地、水田などが広がる。
同地区を国道49号（越後街道）、国道121号（米沢街道）など地域の幹線道路が当地区を経由しており、沿線の一部には飲食店、家電量販店などの商業施設が立ち並ぶ。このうち、国道49号は1967年に滝沢バイパスとして開通した区間を含み、同バイパスの区間では片側2車線（上下線合計4車線）で整備されている。東日本旅客鉄道磐越西線も経由しているが、当地区に駅はない。同線は、会津若松駅でスイッチバックするが、当町東端の会津若松市一箕町との境界付近で郡山駅方面の線路と新津駅方面の線路が分かれている。また、磐越自動車道が経由しており、当地区内に会津若松インターチェンジがある。同インター付近は会津アピオとして商業地になっているが、住所は町北町ではなく"インター西"となっている。

### 自然
- 溷川
- 旧湯川

### 史跡・神社・寺院など
- 菅原神社
- 天子神社
- 麓山神社
- 鬼渡神社
- 八乙女神社
- 荒はばき神社
- 西光寺
- 国姓寺
- 薬師寺
- 密造院

### 交通
- 磐越自動車道
  - 会津若松インターチェンジ
- 国道49号
  - 滝沢バイパス
- 国道121号
- 福島県道69号北山会津若松線
- 福島県道326号浜崎高野会津若松線

### 商業施設
- ヤマダ電機会津若松店
- ケーズデンキ会津若松店

## 主要地区
主要地区の現況を述べる。ただし、旧町北村域の一部は住居表示の実施により、"石堂町"などの町名となっている。

### 始
町北町北部の地区。磐越自動車道会津若松インターチェンジがある。ただし、前述のようにインターチェンジ西側の商業地、会津アピオについては住居表示上、"インター西"とされ、含まれない。前述の磐越自動車道のほかは、南側に国道49号、西側に国道121号、東側に会津若松駅方面からの会津若松市道、磐越西線が通る。地区内には水田のほか、一部では住宅地も広がる。大字内には、下荒久田、屋敷、中ノ明などの集落がある。

### 上荒久田
町北町北東部の地区。国道49号、福島県道69号北山会津若松線などの幹線道路のほか、磐越西線が地区の東部を通る。地区北部を東西に横断するように通過する国道沿いにはレストラン、家電量販店などがあり、商業施設が立ち並ぶ。そのほか、地区内には住宅地や水田などが広がる。大字内には、上荒久田、鈴木などの集落、住宅地がある。

### 石堂
町北町東部の地区。会津若松駅西側に位置しているが、現在は、駅の西側は住居表示により"石堂町"とされているため、住所上はそのさらに西側の一部地域のみを指す。該当地域内には水田などが広がる。

### 藤室
町北町西部の地区。国道49号が地区の北側を通過するほか、地区の西側を福島県道326号浜崎高野会津若松線が通過する。水田、集落などが広がるほか、国道沿いの一部には家電量販店などの商業施設がある。地区内には、藤室、達摩などの集落がある。

### 中沢
町北町北西部の地区。国道49号が地区の南側を通過する。また、旧湯川が地区を流れている。地区の西側（中沢西地区）には中沢交差点があり、国道252号と国道49号（若松バイパス区間）、加えて市道の交差点となっている。地区内には、水田、集落などが広がる。また、地区の北側には中地地区がある。本地区内と中地地区内には、平沢、中地などの集落がある。